# Високолан Степан Леонтійович
Степа́н Лео́нтійович Високола́н  (ісп. Estefan Vysokolan; *28 листопада 1895, с. Наливайка, Подільська губернія, Російська імперія, тепер Кіровоградська область, Україна — 31 липня 1986, Асунсьйон, Парагвай) — російський і парагвайський військовик українського походження; офіцер Російської імператорської армії, білогвардієць і білоемігрант, дивізійний генерал Збройних сил Парагваю.

## З життєпису

### в Україні
Народився 28 листопада 1895 року в селі Наливайка тодішньої Подільської губурнії
На Першу світову війну вирушив добровольцем. 1916 року закінчив прискорений курс Віленського військового училища в Полтаві в чині прапорщика. Воював на Австрійському та Кавказькому фронтах, був 5 разів поранений.
У Громадянську війну був у ЗСПР до евакуації з Криму. У листопаді 1920 року з частинами генерала Врангеля прибув до Галліполі, звідки 1921 року пішки прийшов до Риги (майже 3 000 кілометрів).

### У Чехословаччині
Пізніше Степан Високолан переїхав до Праги, де 1928 року закінчив фізико-математичний факультет Празького університету з докторським ступенем. У 1933 році тут же закінчив і Військову академію.
У період 1928-1933 років працював в Інституті громадського прогнозування Чехословаччини в математичній та статистичній секції під керівництвом професора доктора Еміля Шенбаума (згодом засновника Інституту громадського прогнозування Парагваю).

### У Парагваї
У грудні 1933 року прибув у Парагвай і 5 березня 1934 року був прийнятий до армії цієї країни у чині капітана (як командир роти важких кулеметів). 
Під час Чакської війни добре проявив себе і до кінця війни був уже начальником штабу однієї з дивізій.
У 1947 році під час парагвайської громадянської війни брав участь в обороні столиці міста Асунсьйона від повстанців.
У 1936 році Естефан (Степан) Високолан удостоєний звання почесного громадянина Парагваю.
Багато років викладав точні науки (фізику, математику та економіку) в Асунсьйонському університеті та Парагвайській військовій академії, а також деяких інших навчальних закладах. 
Степан Леонтійович Високолан помер в Асунсьйоні 31 липня 1986 року на 91-му році життя і був із військовими почестями похований на Південному православному цвинтарі. З нагоди смерті генерала і на згадку про нього випуск 1986 року в Національному коледжі Столиці, одному з найпрестижніших навчальних закладів Асунсьйона, було названо його ім'ям.

## Родина
Дружина — громадянка Парагваю Ерсілія Ісабель Мальдонадо Райєс де Високолан (ісп. Ercilia Isabel Maldonado Reyes de Vysokolán). У їхньому шлюбі народжено дев'ятьох дітей (у наші дні прізвище Високолан / Vysokolan поширене в Парагваї).

## Твори
- BATALLA DE NANAWA — промова, виголошена в la GUARNICIÓN MILITAR DE PARAGUAY (04.07.1958)(ісп.)